# Jayuya Abajo
Jayuya Abajo es un barrio ubicado en el municipio de Jayuya en el estado libre asociado de Puerto Rico. En el Censo de 2010 tenía una población de 3367 habitantes y una densidad poblacional de 261,73 personas por km².

## Geografía
Jayuya Abajo se encuentra ubicado en las coordenadas 18°14′2″N 66°36′50″O / 18.23389, -66.61389. Según la Oficina del Censo de los Estados Unidos, Jayuya Abajo tiene una superficie total de 12.86 km², que corresponden a tierra firme.

## Demografía
Según el censo de 2010, había 3367 personas residiendo en Jayuya Abajo. La densidad de población era de 261,73 hab./km². De los 3367 habitantes, Jayuya Abajo estaba compuesto por el 92.66% blancos, el 2.55% eran afroamericanos, el 0.65% eran amerindios, el 2.82% eran de otras razas y el 1.31% pertenecían a dos o más razas. Del total de la población el 99.64% eran hispanos o latinos de cualquier raza.